# یواس‌اس اسکاتر (اس‌پی-۲۰)
یواس‌اس اسکاتر (اس‌پی-۲۰) (به انگلیسی: USS Scoter (SP-20)) یک کشتی بود که طول آن ۵۳ فوت ۳ اینچ (۱۶٫۲۳ متر) بود. این کشتی در سال ۱۹۱۶ ساخته شد.